# 大河原町立大河原南小学校
大河原町立大河原南小学校 (おおがわらちょうりつ おおがわらみなみしょうがっこう)は、宮城県柴田郡大河原町大谷にある公立小学校。通称は「南小(みなみしょう)」。

## 概要
大河原町の人口増加による児童数増加に伴い、従来の大河原小学校では限度を迎えていたため、新設の大河原南小学校が開校した。

## 沿革
- 1981年(昭和56年) 4月1日 -開校

## 学区
住吉町区、原前区、南原前区、稗田区、上谷1区、上谷2区、上谷3区、上大谷区

## 所在地
- 宮城県柴田郡大河原町大谷字鷺沼入27-1
  - 開校前までは宮城県柴田農林高等学校の演習林が置かれていた[1]。

## 卒業後
- 大河原中学校に進学する。